# Weinbau in der Ukraine

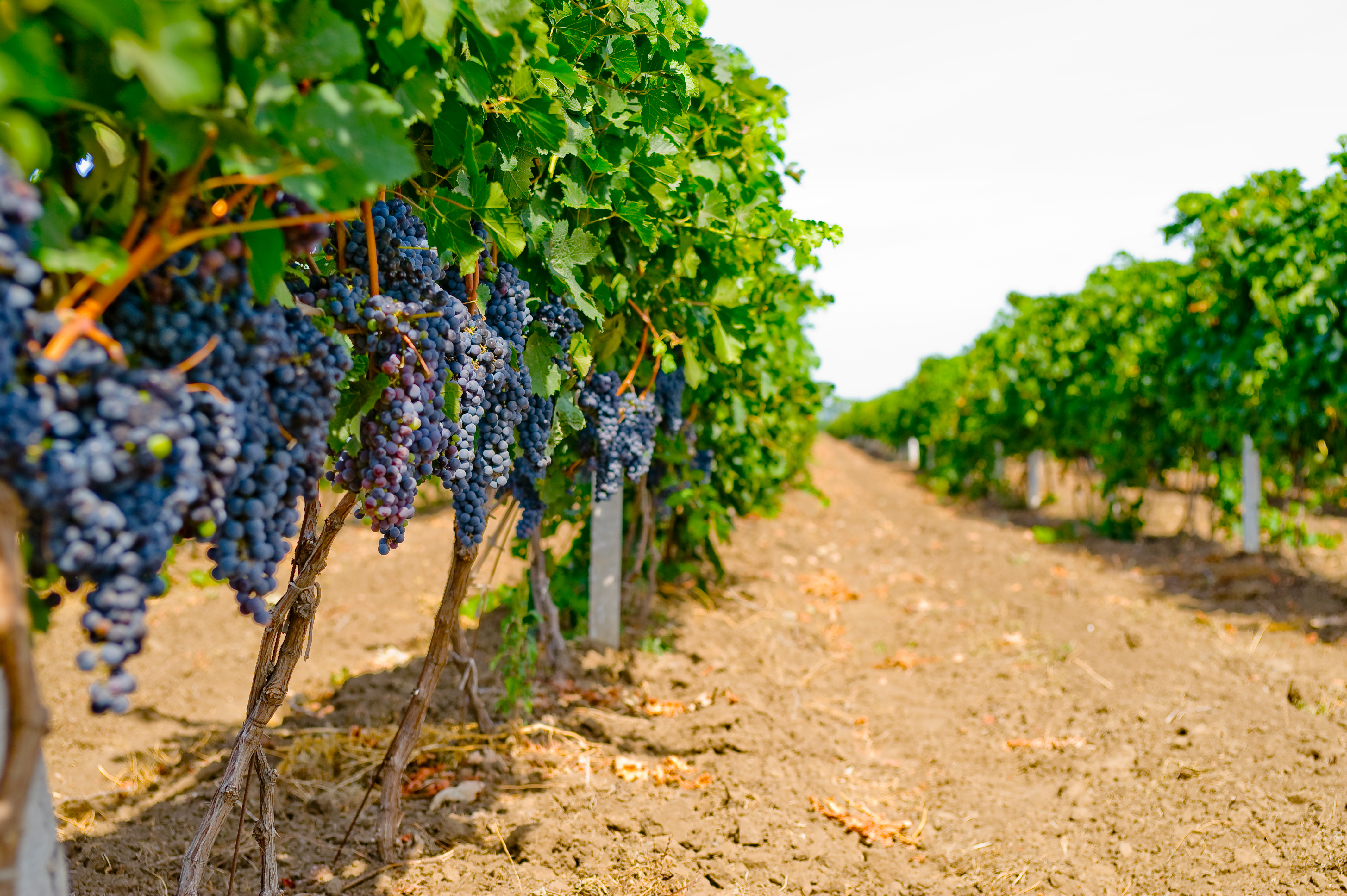
Merlot Rebzeilen in der Stadt Schabo, Oblast Odessa

Weinbau in der Ukraine hat eine jahrhundertealte Tradition, produziert wird hauptsächlich für den heimischen Markt, die Nachbarländer, die Europäische Union und Nordamerika.

## Geschichte
Weinbau wurde bereits im 4. Jahrhundert v. Chr. auf der Krim von altgriechischen Kolonisten betrieben. Im 11. Jahrhundert führten orthodoxe Mönche den Weinbau in nördlicheren Gebieten rund um Kiew ein.
Im Mittelalter handelten die Genueser, die damals koloniale Besitzer von Sudak waren, mit Krimweinen in ganz Europa. Unter Katharina II. (der Großen) (1729–1796) wurde im Jahre 1783 die Halbinsel Krim in das Russische Kaiserreich eingegliedert. Der von Katharina protegierte Grigori Alexandrowitsch Potjomkin machte sie urbar und förderte auch den Weinbau. Der Graf importierte Rebstöcke aus Italien, Spanien und Frankreich, mit ähnlichen klimatischen Bedingungen wie auf der Krim. Besonders die Böden um die Stadt Sudak sind sehr fruchtbar. Hier liegt das mit 300 Sonnentagen im Jahr bezeichnete, östlich von der Stadt gelegene Sonnental (Solnetschnaja Dolina) mit einer gleichnamigen Kellerei.
Der deutsche Wissenschaftler Peter Simon Pallas machte sich um den russischen Weinbau sehr verdient, denn er legte im Gebiet von Sudak große Weinplantagen an und beschrieb als erster ausführlich etwa 35 einheimische Rebsorten. Zur damaligen Zeit hatte Katharina II. ihn als ausgewiesenen Experten auf dem Gebiet der Naturforschung und der Geographie ins Land geholt. Im Jahre 1804 eröffnete er die erste Weinkeltereischule in Sudak-Feodossija. Michail Woronzow legte 1820 ein großes Weingut bei Jalta an. Das Weinbauinstitut Magaratsch wurde 1828 gegründet. Lew Golizyn erzeugte nach dem Krimkrieg den ersten „Schaumwein“ auf seinem Gut Nowyj Swit (Neue Welt) bei Jalta. Der Schaumwein wurde seinerzeit als „Champagner“ bezeichnet und zur Weltausstellung 1900 in Paris auch unter dieser Bezeichnung angestellt und mit dem Großen Preis ausgezeichnet. Auch in der Sowjetunion und später der Ukraine wurde er immer als „Champagner“ bezeichnet. Die Bezeichnung im deutschsprachigen Raum als „Krimsekt“ scheint erst ab den 1960er Jahren mit den ersten geschützten Handelsmarken aufgekommen zu sein. Unter Zar Nikolaus II. (1868–1918) wurde das Weingut Massandra gegründet.
Die Ukraine wurde während der Sowjetära zum wichtigsten Weinlieferanten der UdSSR. 1986 wurden weite Teile der Güter während der Anti-Alkoholkampagne unter Gorbatschow zerstört. Damals belief sich die Gesamtrebfläche auf 224.317 ha. In einer Bestandsaufnahme vom 1. September 2008 betrug die Gesamtrebfläche der Ukraine nur noch 84.610 ha. Das sind 139.700 ha weniger als noch im Jahre 1980. Seit 2000 stieg die Produktion wieder. Die Ukraine exportierte 1,2 Millionen Liter Wein im Wert von 3 Millionen Euro. 2014 wurde mit der Krim das zweitgrößte Weinbaugebiet des Landes, welches 31.000 ha Rebfläche umfasste, durch den Russisch-Ukrainischen Krieg von Russland annektiert. Der Zustand der Weinkellereien und Rebflächen in der von prorussischen Rebellen besetzten Ostukraine ist seit 2022 wegen des Russischen Überfalls auf die Ukraine nicht bekannt.

## Weinwirtschaft heute

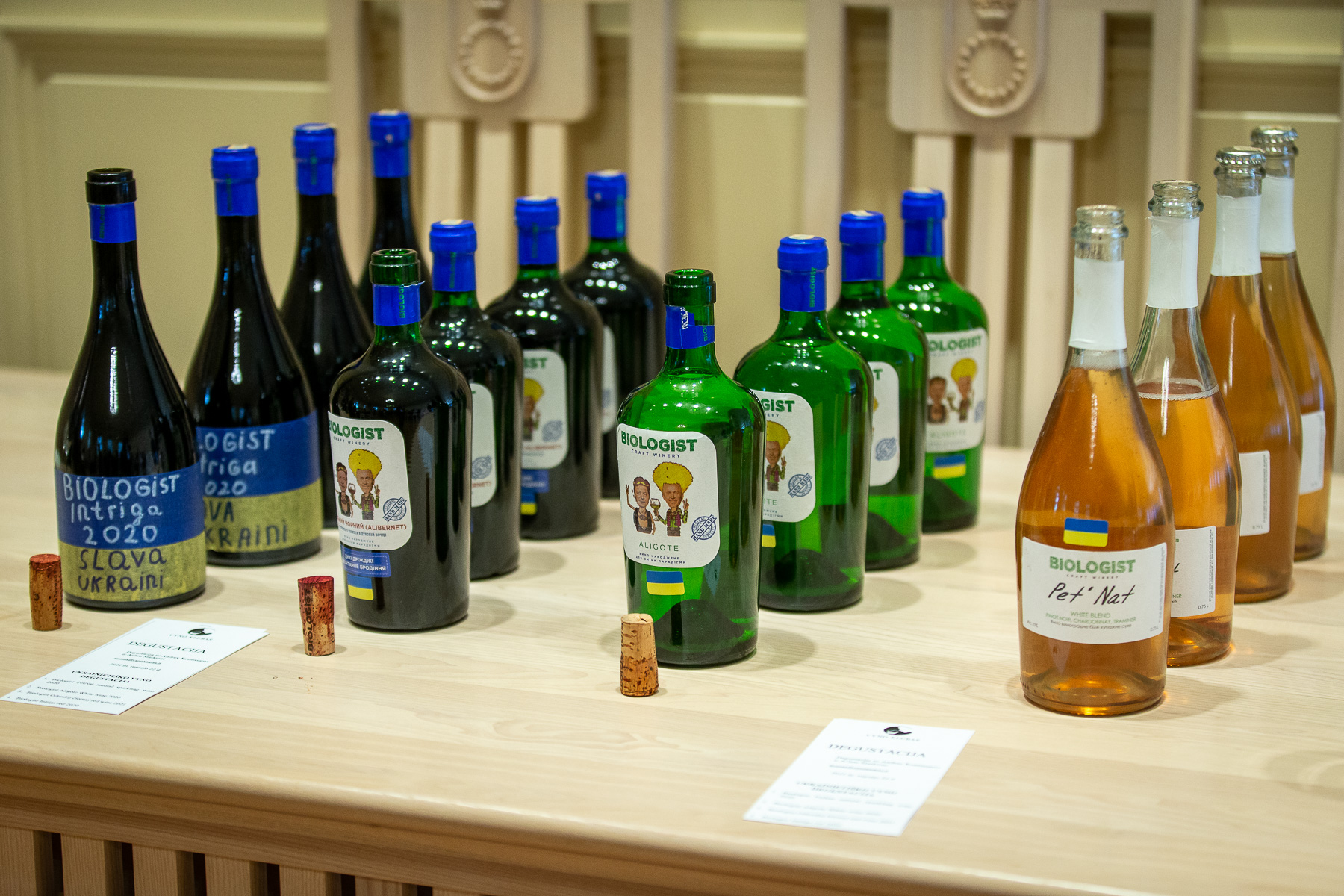
Ukrainische Weine

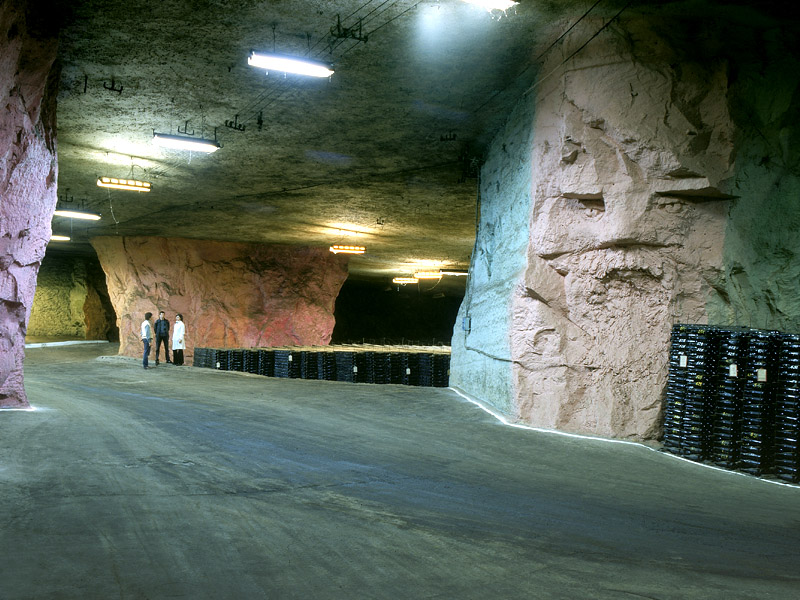
Schaumweinproduktion in der Artyomovsk Kellerei (Umbenennung 2016 in Prjsc „Artwinery“), Bachmut, Oblast Donezk, Fotografin Anastasiya Fedorenko (1987–2022)

### Anbaufläche und Produktion
Vor dem russischen Überfall 2022 gab es in der Ukraine eine registrierte Weinanbaufläche von 41.500 ha. Im Jahre 2019 erzeugten die rund 50 ukrainischen Weingütern und Kooperativen aufgrund der Folgen der globalen Erwärmung für den Weinbau lediglich 0,7 Millionen Hektoliter Wein, ein Rückgang um ca. 30 % gegenüber den Vorjahren. Die Reberziehung in der südlichen Ukraine konnte aufgrund von Kampfhandlungen 2022 nicht, oder nur unter extremen Gefahren stattfinden.

### Export
Die Bedeutung der Weinwirtschaft für den Export nimmt ab. Nach Ausfuhren von 469000 Hektolitern 2018 sank der Export auf 68000 Hektoliter 2019. In einigen Jahren der 2010er konnte der Eigenbedarf trotz sinkender Tendenz nicht gedeckt werden.

## Anbaugebiete
- Transkarpatien
- Bessarabien und Budschak

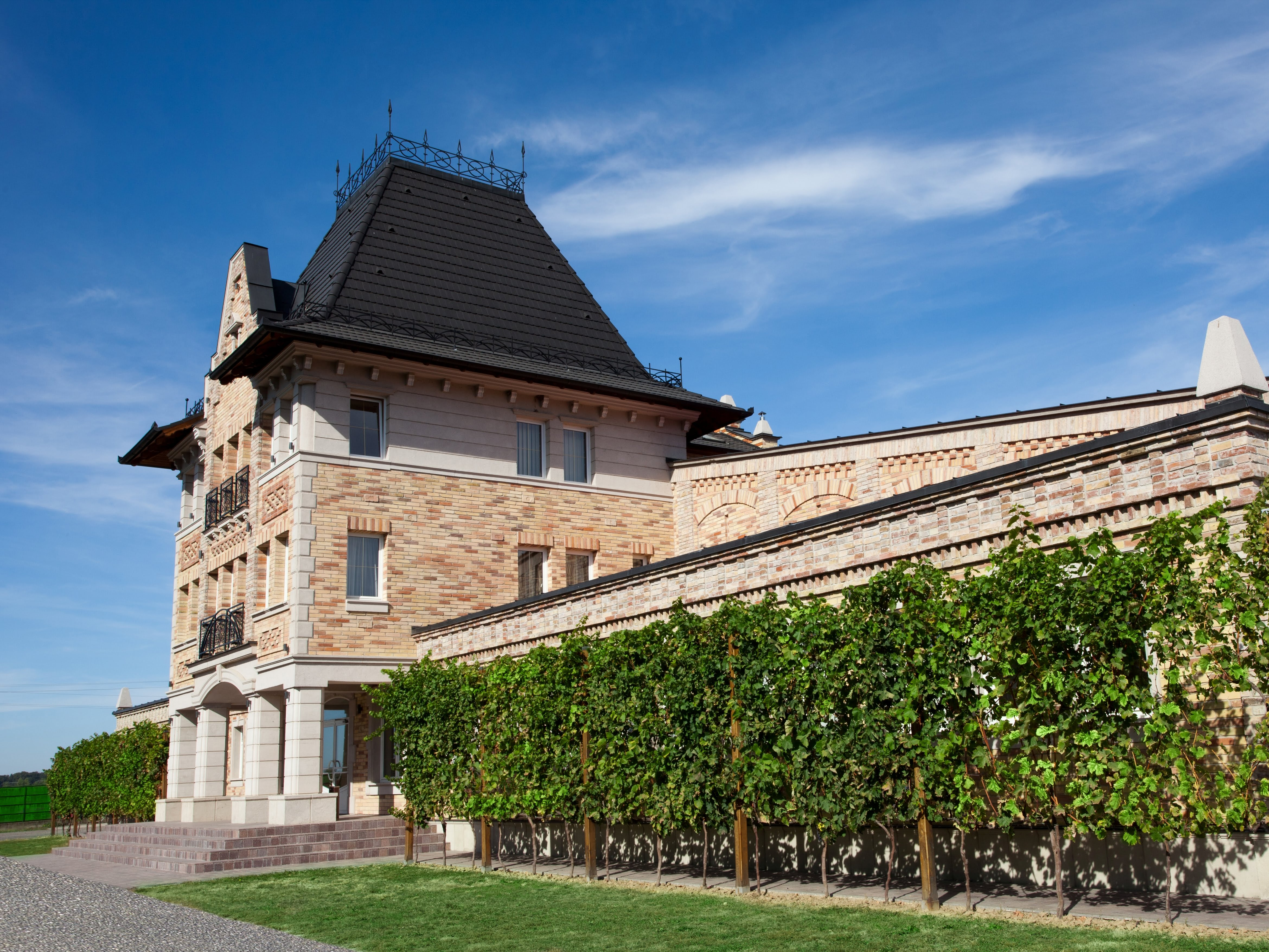
Chateau Chizay in Transkarpatien

- nördliche Ukraine:  In den Anbauregionen Tschernihiw, Oblast Lwiw, Oblast Kiew und Ternopil sind viele Weingüter ansässig.[11]
- südliche Ukraine: Mykolajiw, Oblast Cherson, Oblast Dnipropetrowsk und Oblast Odessa.[12]

- Autonome Republik Krim

## Sorten
Die wichtigsten Sorten sind Aligoté, Muskat, Isabella, Traminer, Cabernet Sauvignon, Chardonnay, Fetească, Pinot Noir, Pinot Gris, Rkatsiteli.

### Schaumweine
Die Produktion von Schaumweinen, wie Krimsekt wuchs bis 2014. Seither gelangten von der Krim keine Trauben und keine Grundweine mehr in die Ukraine, und Erzeugnisse der Krim unterliegen einem Importverbot der EU. Der Krieg, mit dem die Russische Föderation die Ukraine überzogen hat, belastet die Produktion und den Konsum. So ging mit Bachmut einer der wichtigsten Produktionsstandorte für Schaumwein verloren.
Weitere bedeutende Produktionsstätten finden sich in Kiew, Lemberg, Odessa und Charkiw. Die Produktion basiert auf Pinot Blanc, Aligoté, Riesling, Matrassa und Fetească. Im Oktober 2007 übernahm Henkell & Co. die in Kiew ansässige Sektkellerei Kijewskij Sawod Schampanskich Win Stolitschnij, schloss sie jedoch Ende 2019.

## Besondere Weinkellereien der Autonomen Republik Krim
- Magaratsch Weininstitut bei Jalta mit 20.000 verschiedenen Weinen aus 3.200 Sorten
- Winery Massandra

## Messen
- Wine & Winemaking – Internationale Fachmesse für Wein, Weinherstellung und Weinbau